# Дугань, Борис Павлович
Борис Павлович Дугань (эст. Boriss Dugan; 5 июня 1960) — эстонский футболист, полузащитник, тренер и спортивный организатор.

## Биография
Воспитанник закарпатского спорта, в детстве помимо футбола занимался лёгкой атлетикой (бег и тройные прыжки). С 1977 года жил в Эстонии. В советский период играл за любительские клубы, выступавшие в чемпионате Эстонской ССР среди КФК, в том числе за таллинские «Двигатель» и ТФМК. Чемпион республики 1991 года. Также в этот период работал учителем физкультуры.
После распада СССР провёл два сезона в высшей лиге Эстонии в составе ТФМК, выступавшего в этот период под названиями «ФМФ-90» и «Николь». Бронзовый призёр чемпионатов Эстонии сезонов 1992 и 1992/93. После 1993 года несколько лет выступал за команды низших дивизионов Эстонии.
В 1993 году стал руководителем клуба «Аякс Ласнамяэ» (клуб также выступал под названиями «Аякс» Таллин и «Аякс-Эстель»). Много лет занимал пост президента клуба, одно время был главным тренером основной команды, также работал детским тренером. В 2001—2005 годах регулярно играл за резервные составы клуба. В 2011 году «Аякс» выступал в высшем дивизионе и 51-летний Дугань стал выходить на поле за основной состав, сыграв 7 матчей (453 минуты) в высшей лиге. Он установил национальный рекорд для самого возрастного футболиста высшего дивизиона Эстонии, сыграв последний матч в возрасте 51 года и 153 дней. В том сезоне Дугань также работал главным тренером команды, однако «Аякс» выступал крайне неудачно, сыграв вничью в 4 матчах и проиграв в 32-х. По окончании сезона клуб опустился из высшего дивизиона сразу в четвёртый, где Дугань в 2012 году сыграл один матч, после чего прекратил выступления.
По состоянию на 2020 год продолжал работать президентом «Аякса», а также тренировал детские команды. Известен последовательной критикой Эстонского футбольного союза. Неоднократный победитель и призёр чемпионатов Эстонии в младших возрастах. Среди его воспитанников — футболистки женской сборной Эстонии Влада Кубасова и Арина Мюрхайн, также под его руководством тренировались Игорь Морозов, Никита Андреев, Алекс Монес, Денис Йыгисте, Роман Нестеровский.